# Magna Maters tempel
Magna Maters tempel var en helgedom på Palatinen i det antika Rom, tillägnad den frygiska gudinnan Kybele, som i Rom kallades Magna Mater ('Den Stora Modern'). Det var Kybeles första tempel i Rom sedan hennes kult hade införts där år 204 f.Kr., och centrum för festivalen Megalesia som hölls varje år i Rom mellan den 4 och 10 april till gudinnans ära. Magna Maters tempel invigdes 191 f.Kr., och stängdes under förföljelserna mot hedningarna år 394 e.Kr. 
Dyrkan av Kybele infördes i Rom år 204 f.Kr. efter konsultation av de sibyllinska böckerna, sedan romarna upplevde sig drabbade av gudarnas misshag under det andra puniska kriget. När kulten infördes i Rom förde romarna dit den stora sten, troligen en meteorit, som representerade gudinnan i hennes huvudtempel i Pessinus i Mindre Asien, som då var hennes kultcentrum. Fram till att hennes tempel i Rom stod färdigt förvarades stenen i Victoriatemplet. Flera andra tempel uppfördes senare åt Kybele i Rom. 